# Tobias Sommer

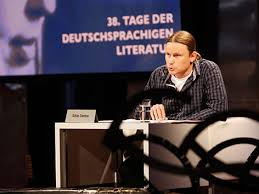
Tage der deutschsprachigen Literatur 2014

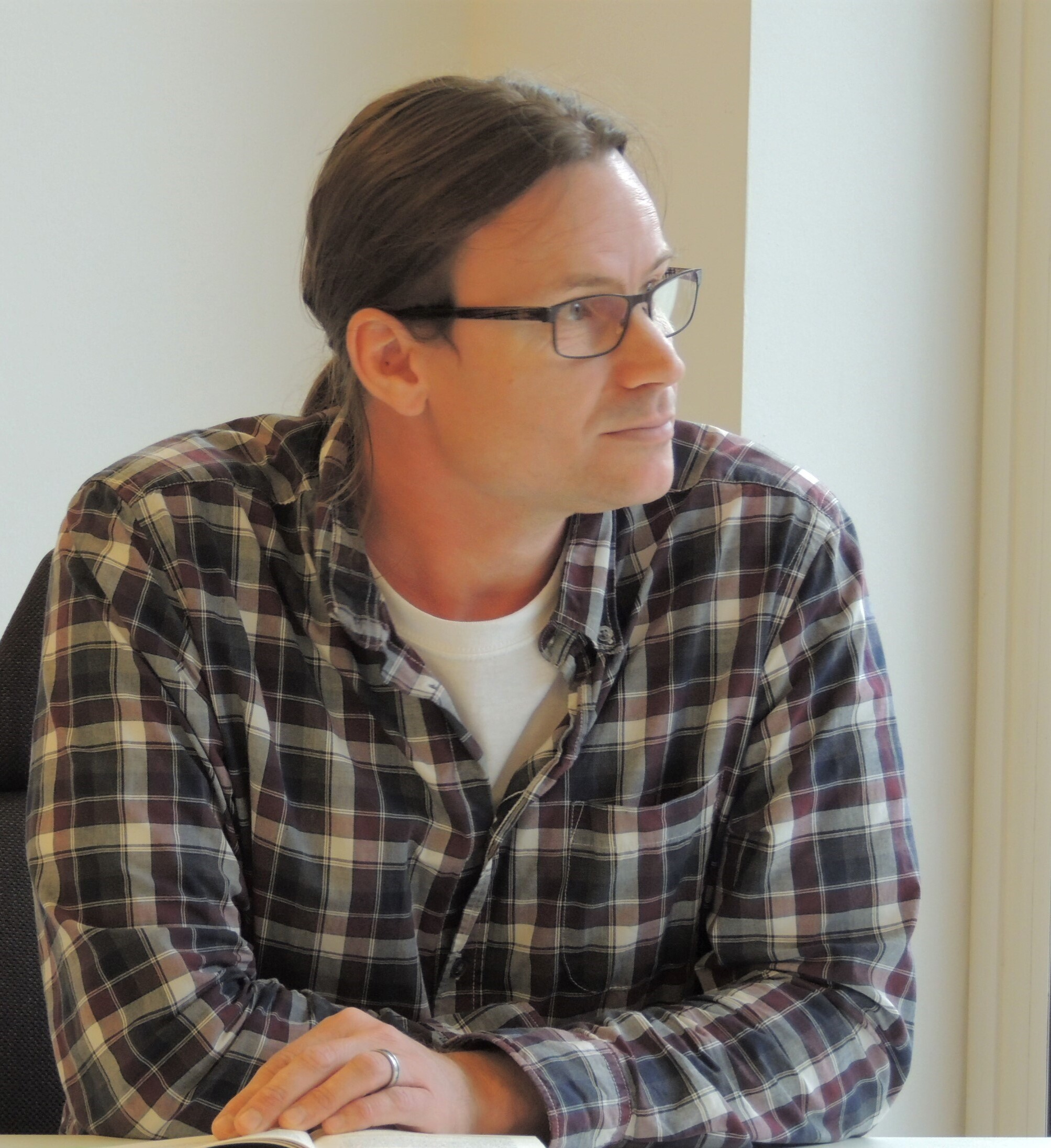
Tobias Sommer (2018)

Tobias Sommer (* 1978 im Kreis Bad Segeberg) ist ein deutscher Schriftsteller.

## Leben und Werk
Tobias Sommer wuchs in Fahrenkrug im Kreis Bad Segeberg auf. Von 1995 bis 1997 machte er in Bad Segeberg eine Ausbildung zum Finanzwirt. Er erhielt mehrere Literaturpreise und Stipendien, u. a. 2013 den Förderpreis für Literatur der Hansestadt Hamburg. „Der Autor schreibt detailgenau, mit dramaturgischer Könnerschaft, handwerklich perfekt […] in schlanker, an Eleganz und Musikalität kaum zu überbietender Prosa“, begründete Jurymitglied Susanne Hoffmann vom NDR. 2014 erhielt er das Arbeitsstipendium der Kulturstiftung des Ministeriums für Kultur des Landes Schleswig-Holstein. 2014 nahm er ebenfalls auf Einladung von Juri Steiner an den Tagen der deutschsprachigen Literatur in Klagenfurt teil.
2015 erschien mit Jagen 135 sein dritter Roman Jagen 135 im Septime Verlag. Die TAZ verortet in diesem Roman „etwas Twin-Peaks-Mäßiges“ und für Henrik Werner vom Weser Kurier changiert diese Prosa „gekonnt zwischen horrender Fantastik und philosophischem Denk-stück“. Für Rainer Moritz vom NDR Kultur ist es „ein ausgesprochen ansprechender Thriller, der andere Wege geht“.
2021 erschien sein Roman Das gekaufte Leben bei dtv. Es ist die Geschichte eines Mannes, der ein komplettes Leben im Internet ersteigert. „Das Buch ist schlauer als man es beim schnellen Verschlingen vermutet“, findet Alexander Wasner vom SWR und Alban Nikolai Herbst bescheinigt dem Autor, „daß, wenn Sommer derart stringent weiterarbeitet, aus ihm einer der ganzgroßen  Romanciers unserer Gegenwart werden kann.“
Tobias Sommer lebt mit seiner Partnerin und den gemeinsamen Kindern in Bad Segeberg.

## Veröffentlichungen (Auswahl)
- Dritte Haut. Roman, Septime Verlag, Wien 2011, ISBN 978-3-902711-08-3
- Edens Garten, Roman, Septime Verlag, Wien 2012, ISBN 978-3-902711-13-7
- Jagen 135. Roman, Septime Verlag, Wien 2015, ISBN 978-3-902711-36-6
- Das gekaufte Leben, Roman, dtv, München 2022, ISBN 978-3-423-28997-9
- Wer das Ende verrät, Roman, Kampa, Zürich 2025 ISBN 978-3311300854

## Auszeichnungen (Auswahl)
- 2007: Stipendium Stadtmühle Willisau (Schweiz)
- 2007: Nominierung für den Irseer Pegasus
- 2008: Nominierung für den Christine-Lavant-Preis
- 2009: Endrunde beim int. Lyrikwettbewerb Castello di Duino
- 2009: 2. Preis beim Bad-Segeberger-Literaturpreis (mit Matthias Kröner)
- 2016: Nominierung für den Irsseer Pegasus
- 2013: Förderpreis für Literatur der Hansestadt Hamburg
- 2013: Preisträger bei der Langen Nacht der Romananfänge in Hamburg
- 2014: Arbeitsstipendium der Kulturstiftung des Ministeriums für Kultur Landes Schleswig-Holstein
- 2014: Nominierung für den Ingeborg-Bachmann-Preis
- 2018: Kunst- und Kulturpreis 2018 des Kreises Bad Segeberg